# Campeonato Mundial de Voleibol Masculino Sub-23
El Campeonato Mundial de Voleibol Masculino Sub-23 fue una competición internacional de voleibol. Tuvo lugar cada dos años desde 2013 hasta 2017, contando con equipos compuestos por hombres de veintitrés años o menos. El último campeón fue Argentina, quien así obtuvo el primer título mundial para el país (incluyendo todas las categorías). El campeonato fue a menudo utilizado por la FIVB como banco de pruebas para nuevas regulaciones, contando con sets a 21 puntos (en lugar de a 25) en 2013, y la extensión al mejor de siete sets (de 15 puntos cada uno) en 2017.

## Palmarés
| N.º | Año  | Sede       |           |         |        |          |
| --- | ---- | ---------- | --------- | ------- | ------ | -------- |
| I   | 2013 | Uberlandia | Brasil    | Serbia  | Rusia  | Bulgaria |
| II  | 2015 | Dubái      | Rusia     | Turquía | Italia | Cuba     |
| III | 2017 | El Cairo   | Argentina | Rusia   | Cuba   | Brasil   |

## Medallero
- Actualizado en Egipto 2017

| Núm. | País      | Oro | Plata | Bronce | Total |
| ---- | --------- | --- | ----- | ------ | ----- |
| 1    | Rusia     | 1   | 1     | 1      | 3     |
| 1    | Argentina | 1   | 0     | 0      | 1     |
| 1    | Brasil    | 1   | 0     | 0      | 1     |
| 2    | Serbia    | 0   | 1     | 0      | 1     |
| 2    | Turquía   | 0   | 1     | 0      | 1     |
| 3    | Italia    | 0   | 0     | 1      | 1     |
| 3    | Cuba      | 0   | 0     | 1      | 1     |
|      | TOTAL     | 3   | 2     | 3      | 9     |

## MVPpor edición
- 2013 –  Brasil - Ricardo Lucarelli
- 2015 –  Rusia - Egor Kliuka
- 2017 –  Argentina - Germán Johansen